# たまの病院
たまの病院（たまのびょういん、英語: Tamano Hospital）は、岡山県玉野市にある病院である。
玉野市民病院と玉野三井病院の統合により誕生した、玉野市の中核病院である。

## 概要
前身となる玉野市民病院と玉野三井病院の老朽化及び耐震化へ対応するとともに、将来にわたって安全・安心で良質な医療を提供するため新病院の建設を目指していた。新病院建設に向けて両病院を経営統合し、地方独立行政法人玉野医療センターを設立し、たまの病院を建設した。
たまの病院は両病院の診療科を集約し、一般外来が1階で完結するフロア構成となっている。地域の新たな中核病院として地方独立行政法人玉野医療センターが運営を行い、2025年1月1日に開院し、同6日から外来診療をスタートさせた。